# بيبي شارك

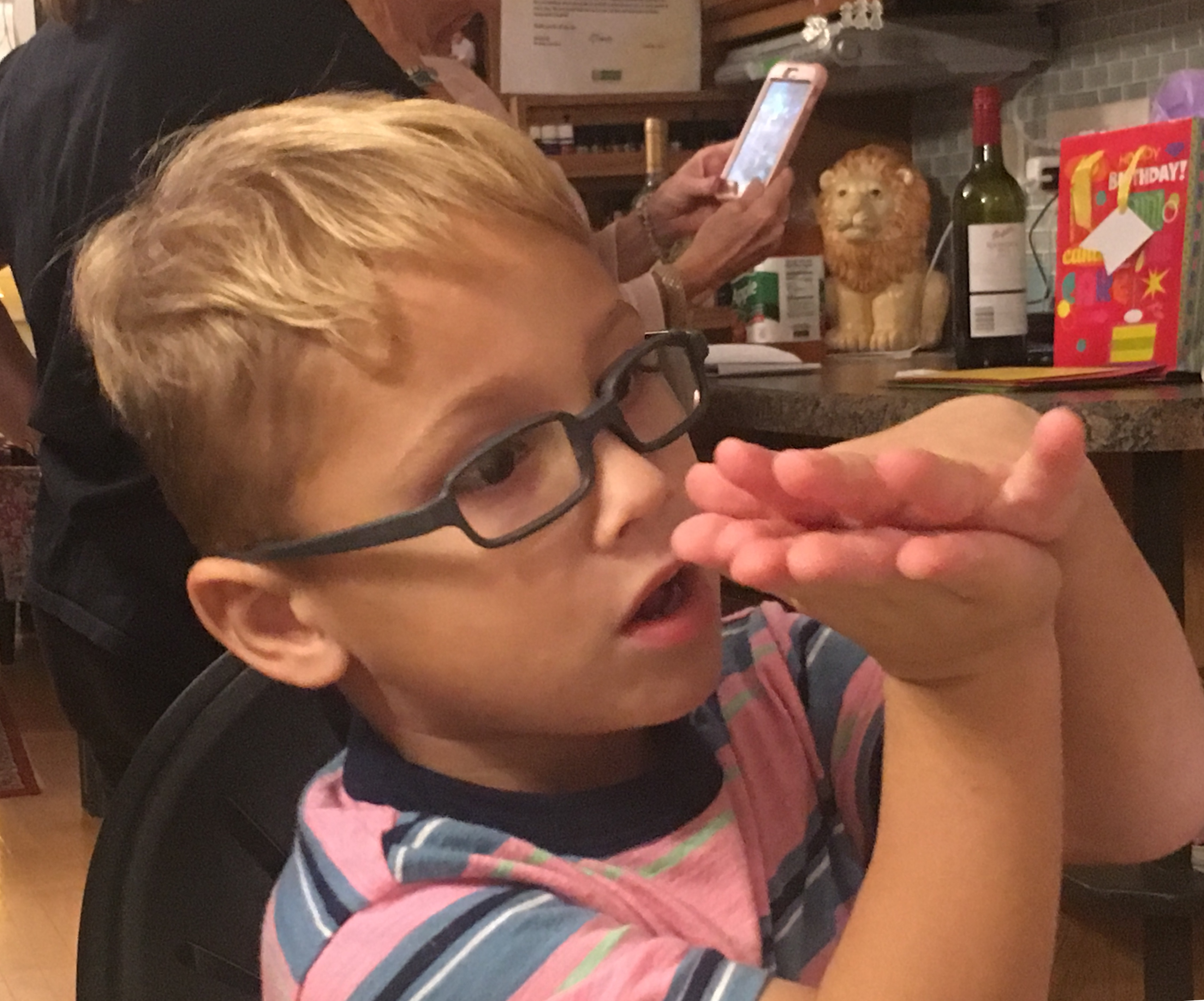
صورة لطفل يبلغ من العمر أربع سنوات وهو يؤدي رقصة "بيبي شارك"

بيبي شارك (بالإنجليزية: Baby Shark)‏ هي أغنية أطفال حول عائلةٍ من القروش. انتشرت هذه الأغنية منذ منتصف سنة 2016 عبر
وسائل التواصل الاجتماعي والراديو.